# قلعه منیژه (قلعه گبری)
قلعه منیژه (قلعه گبری) مربوط به دوره ساسانیان است و در سرپل ذهاب، حاشیه شهر واقع شده و این اثر در تاریخ ۱۹ تیر ۱۳۴۸ با شمارهٔ ثبت ۸۳۳ به‌عنوان یکی از آثار ملی ایران به ثبت رسیده است.